# Мир у Кардису
Мир у Кардису закључен је 1. јула 1661. године између Руског царства са једне и Шведског царства са друге стране. Овим миром је окончан Руско-шведски рат (1656—1658), део Другог северног рата.

## Мир
Године 1658. Пољској се у рату против Русије придружују Данска, Аустрија и Бранденбург. Због тога је Русија принуђена да са Швеђанима склопи мир у Велизару којим је успела да задржи неке одвојене градове на три године (Кокенхусен, Тарту, Алуксне, Васкнарва, Кингисеп, Даугавпилс, Резекне и још неколико мањих градова). Након истека рока, Русија је и даље била у рату са Пољском и у веома тешкој позицији па је принуђена да преда градове и уништи све бродове које су саградили у њима. Шведска је миром у Кардису остварила територијалне промене предвиђене миром у Столбову.